# SHANK2
SHANK2‏ (SH3 and multiple ankyrin repeat domains 2) هوَ بروتين يُشَفر بواسطة جين SHANK2 في الإنسان.